# 输注速率
在药代动力学中的输注速率，或称给药速率，不仅指给药的速率，还指使得达到稳态的血药浓度，所需要固定剂量的给药速率，而该稳态的血药浓度已被证明可以具有治疗效果。
缩写包括Kin、K0 、或R0。
它可计算为血浆中的药物稳态浓度乘以药物清除率：
{\displaystyle \textstyle K_{in}=C_{ss}\cdot CL}